# Бігунець білобровий
Бігунець білобровий (Rhinoptilus bitorquatus) — вид сивкоподібних птахів родини дерихвостових (Glareolidae).

## Поширення
Рідкісний ендемік Індії. Поширений лише у Східних Гатах у штатах Андхра-Прадеш та Мадх'я-Прадеш. Історично бігунець білобровий був відомий лише з кількох записів у долинах річок Пеннар та Годаварі і вважався вимерлим до його повторного відкриття у 1986 році. З цього часу у різних місцях вид спостерігали вісім разів (востаннє у 2009 році). Ймовірно, всі спостережені птахи належали до єдиною популяції, яка територіально приурочена до заповідника Шрі-Ланкамаллесвара.

## Опис
Верхня частина тіла коричнева. Махові пера та хвіст чорні. Білі крижі помітно лише під час польоту. Верхівка голови чорна. Є широка темна смуга, яка проходить від основи дзьоба над оком і закінчується ближче до задньої частини голови. Дзьоб чорний з жовтою основою. Над очима проходять вузькі білі смуги. Горло помаранчево-коричневе, під дзьобом біле. На шиї є два коричневих широких кільця, що розділені білим; далі на грудях йде чорне вузьке кільце. Черево біле.